# Mario Covas

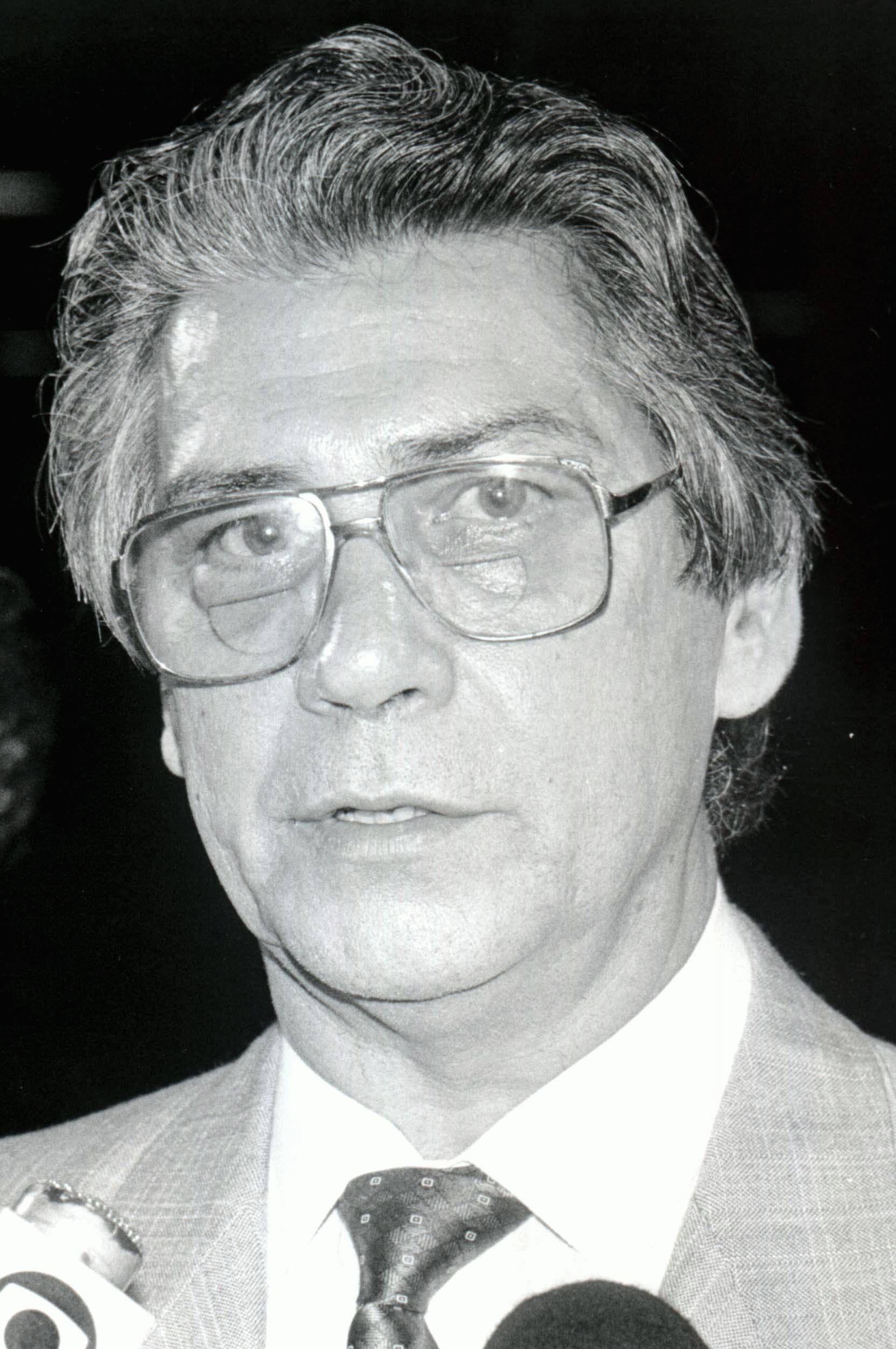
Mario Covas

Mario Covas (* 21. April 1930 in Santos; † 6. März 2001 in São Paulo) war ein brasilianischer Politiker.
1952 schloss er sein Bauingenieurstudium an der Universität von São Paulo ab. Covas wurde 1962 als Vertreter des Bundesstaates São Paulo zum Mitglied der Abgeordnetenkammer für die PST gewählt. 1966 gründete er die Brasilianische Demokratische Bewegung (MDB), als die politischen Parteien in Brasilien von der Militärdiktatur abgeschafft worden waren. Am 19. Januar 1969 wurden seine politischen Rechte von der Diktatur aufgehoben und erst im Jahr 1979 wiedergegeben. 1982 wurde Covas für die Partei der Brasilianischen Demokratischen Bewegung (PMDB) in die Abgeordnetenkammer gewählt, die nach der Demokratisierung Brasiliens aus der MDB hervorgegangen war.
Am 10. Mai 1983 wurde er als Bürgermeister von São Paulo nominiert und blieb bis zum 31. Dezember 1985 im Amt. Covas ist einer der renommiertesten Bürgermeister von São Paulo aller Zeiten geworden.
Covas wurde im Jahr 1986 zum Senator für den Bundesstaat São Paulo in den Nationalkongress gewählt. Er gründete im Jahr 1988 die Partei der Brasilianischen Sozialdemokratie (PSDB) und wurde 1994 zum Gouverneur des Staates São Paulo gewählt. Im Jahr 1998 wurde er wiedergewählt.
Covas starb im Jahr 2001, als er noch im Amt war.